# Burgundščina
Burgundščina (burgundsko bregognon, francosko bourguignon ali bourguignon-morvandiau) je romanski jezik, ki spada v skupino oilskih jezikov (langues d'oïl). Govori se ga v Franciji v pokrajini Burgundija, severno od arpitanščine. Burgundski jezik ima priznan status francoskega regionalnega jezika. Izmed 1,6 milijona prebivalcev štirih departmajev Burgundije govori burgundsko vsaj še 150 000 ljudi.
1. ↑  »Bourguignon-morvandiau | Défense et promotion des langues d'oïlDéfense et promotion des langues d'oïl« (v francoščini). Arhivirano iz prvotnega spletišča dne 17. junija 2012. Pridobljeno 26. oktobra 2024.
2. ↑  »Langues de Bourgogne | Réseaux: Ateliers de patois« (v francoščini).
3. ↑  Hammarström, Harald; Forkel, Robert; Haspelmath, Martin; Bank, Sebastian (24. maj 2022). »Oil«. Glottolog. Max Planck Institute for Evolutionary Anthropology. Arhivirano iz spletišča dne 8. oktobra 2022. Pridobljeno 7. oktobra 2022.
4. ↑  p. 183